# Carex serravalensis
Carex serravalensis är en halvgräsart som beskrevs av Gustave Beauverd. Carex serravalensis ingår i släktet starrar, och familjen halvgräs. Inga underarter finns listade i Catalogue of Life.